# Лесная (станция метро, Санкт-Петербург)

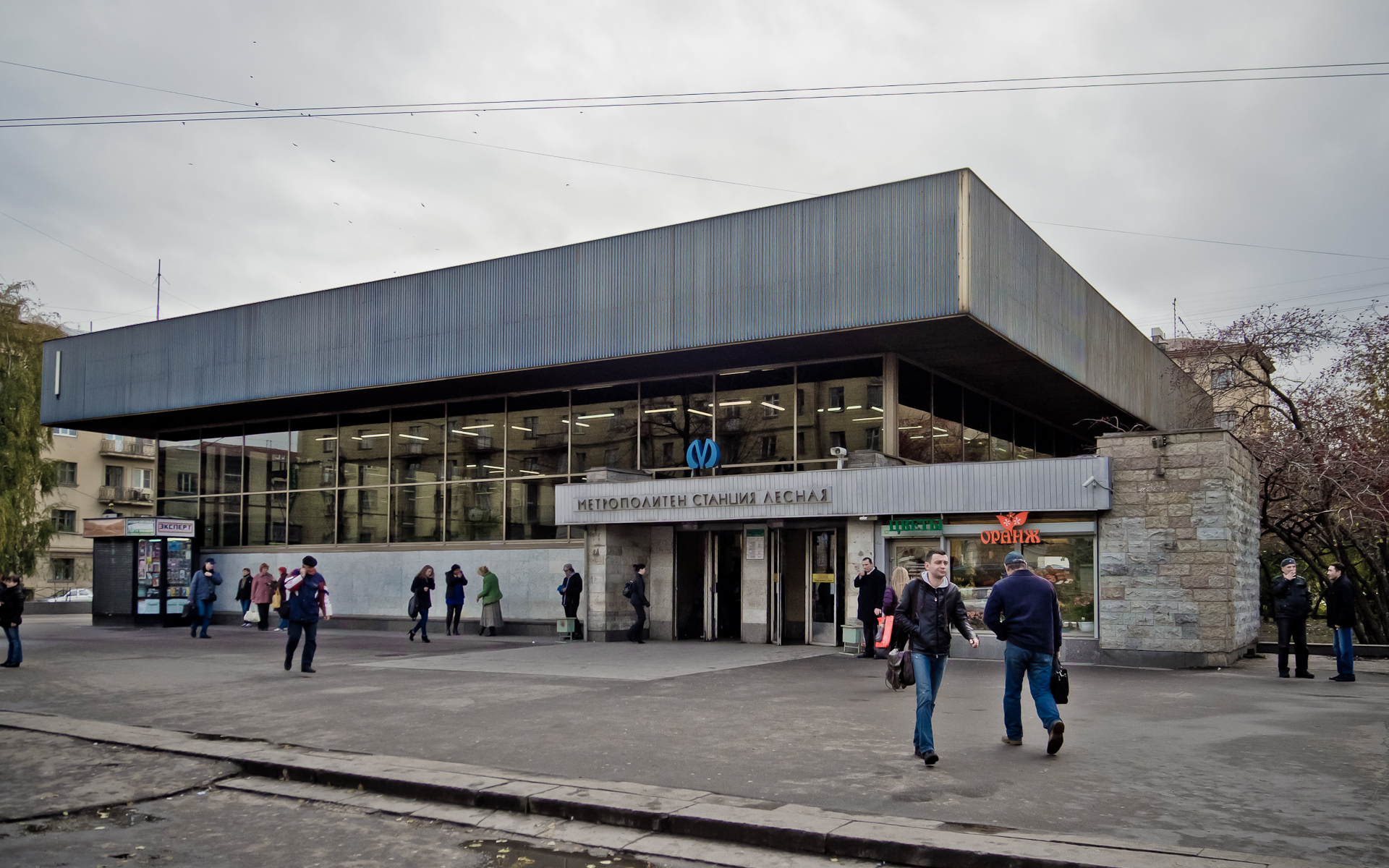
Павильон станции

«Лесна́я» — станция Петербургского метрополитена. Входит в состав Кировско-Выборгской линии, расположена между станциями «Выборгская» и «Площадь Мужества».
Открыта 22 апреля 1975 года в составе участка «Площадь Ленина» — «Лесная».
Станция получила название из-за расположения вблизи Лесного проспекта, одной из главных магистралей исторического района Лесное, образовавшегося вокруг земель Лесного корпуса — ныне Лесотехнический университет имени С. М. Кирова (ранее — Лесотехническая академия).
Во время подземного размыва грунта (плывуна) и ликвидации его последствий со строительством вместо размытых новых участков тоннелей в 1995—2004 годах была конечной на большей части — южном отрезке — линии, соединяясь с её северным участком «Площадь Мужества» — «Девяткино» бесплатными автобусными маршрутами, обслуживаемыми автобусами повышенной вместимости. Размыв был ликвидирован в 2004 году.

## Наземные сооружения
Павильон станции выполнен по проекту архитекторов А. С. Гецкина, В. П. Шуваловой, Н. И. Згодько, инженеров Э. Л. Надежного, И. X. Целолихиной, С. П. Щукина и располагается вблизи пересечения Лесного проспекта и Кантемировской улицы на месте части зелёной зоны придомовой территории Дома специалистов, имеющего адрес Лесной пр., д.61.
Оформление вестибюля выполнено в одном ключе с оформлением участка «Выборгская» — «Девяткино».
Перекрытие потолка сооружено с применением металлических балок, которые соединены между собой в виде треугольников и квадратов.
На этих ажурных металлоконструкциях установлены лампы дневного света, освещающие станцию.
На станции, как и на других станциях этого проекта, над эскалаторным ходом есть балкон.
Незадолго до восстановления сквозного сообщения до станции «Девяткино», в апреле 2004 года проводилась реконструкция вестибюля станции. В результате этой реконструкции изменился внешний вид павильона: нижний ряд окон по соображениям антитеррористической безопасности был закрыт декоративным камнем. Пристроенные к наземному вестибюлю станции в 1990-е годы, торговые павильоны были ликвидированы аналогично подобным сооружениям у других станций метро Петербурга.

## Подземные сооружения
«Лесная» — колонная станция глубокого заложения (глубина ≈ 64 м).

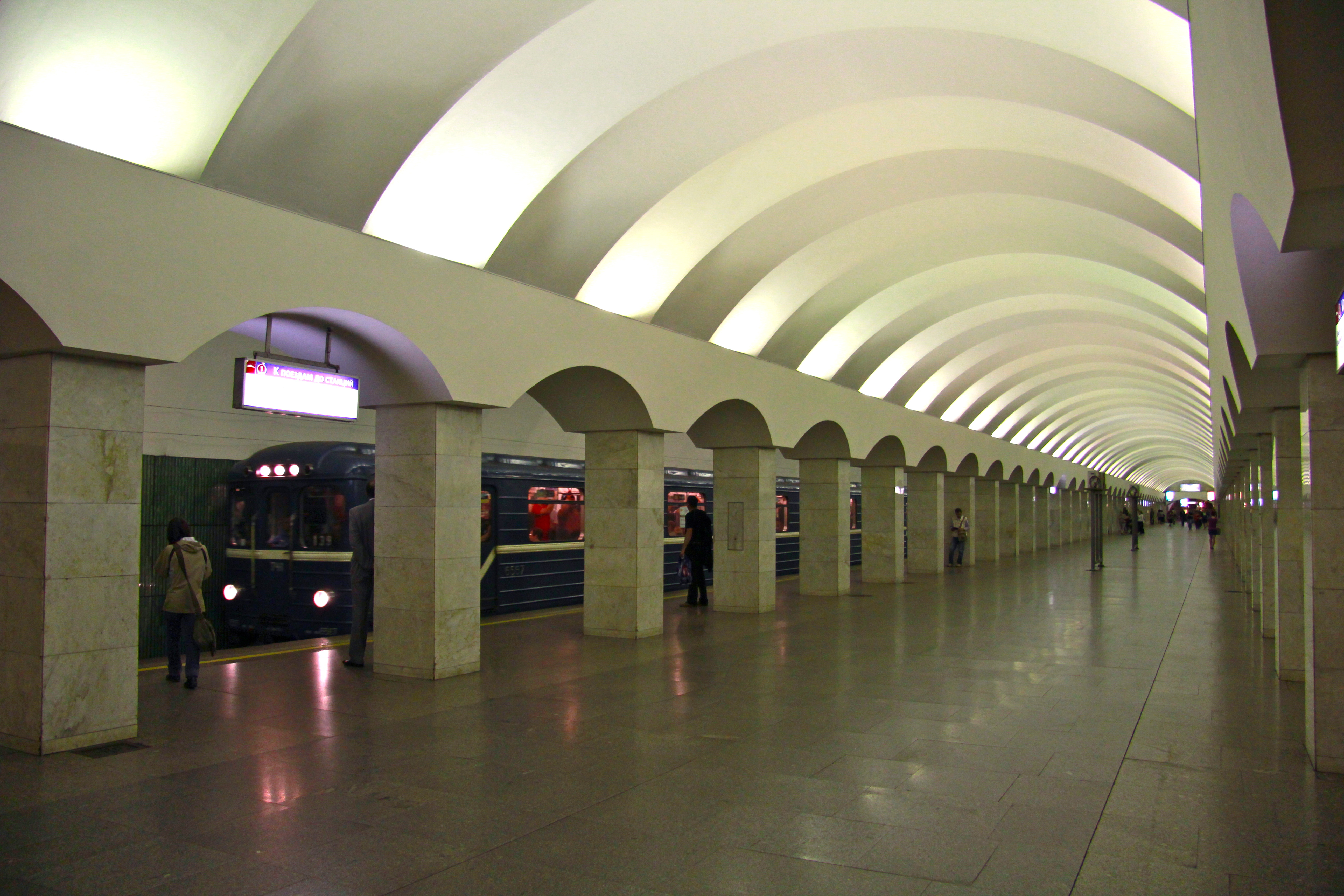

Подземный зал сооружён по проекту архитекторов А. И. Прибульского и В. В. Ганкевич. Оформление перронного зала призвано создавать ассоциации с природой, лесом.

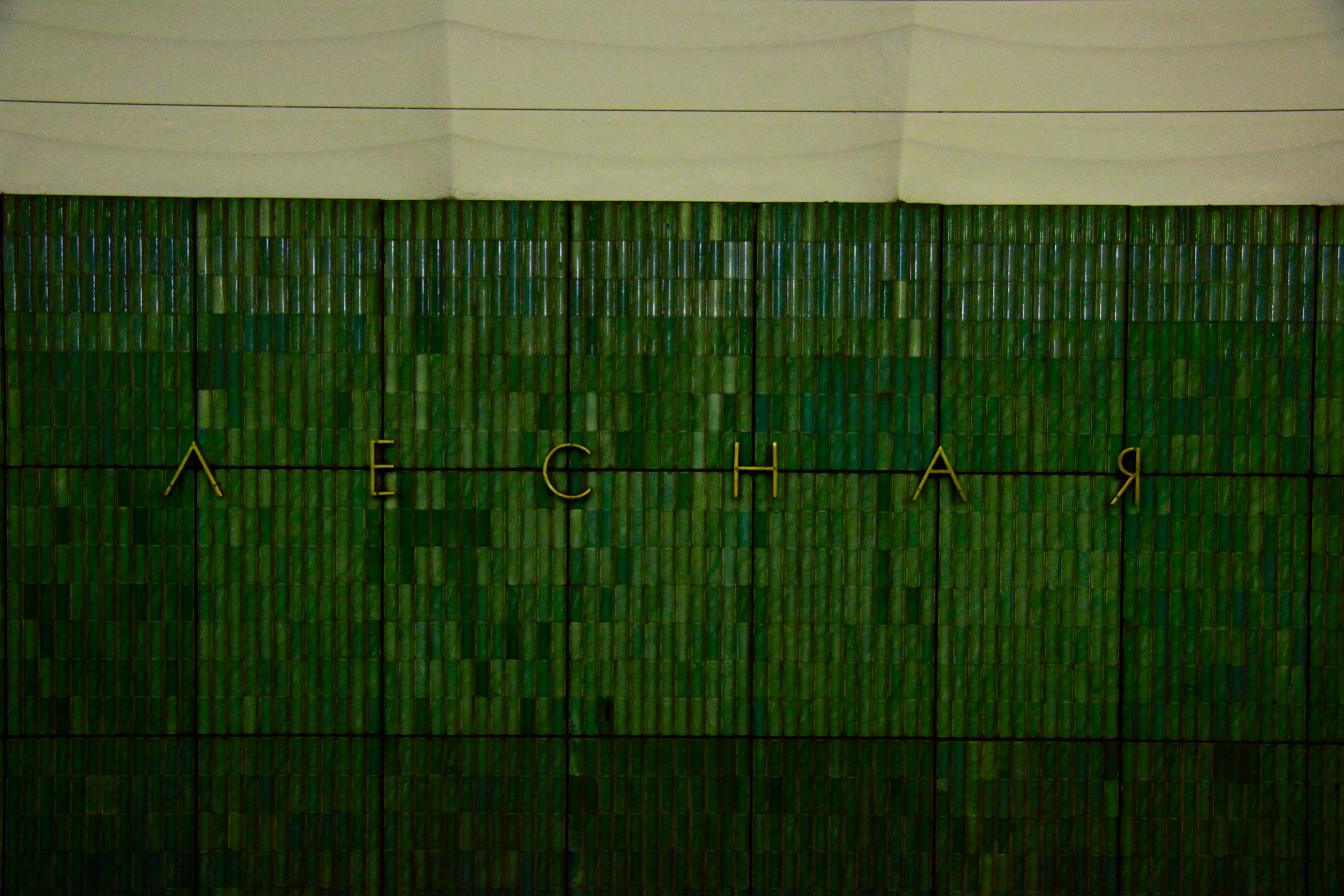
Путевая стена до нанесения красной маркировки линии

Колонны перронного зала облицованы белым мрамором, полы — серым гранитом. Ограничительная линия по краю платформы обозначена оранжевой краской. Ввиду большой глубины расположения станции фриз над колоннами расширен. Торцевую стену зала украшает декоративная световая композиция «Солнце», имеющая внутреннюю подсветку (скульптор П. А. Якимович).

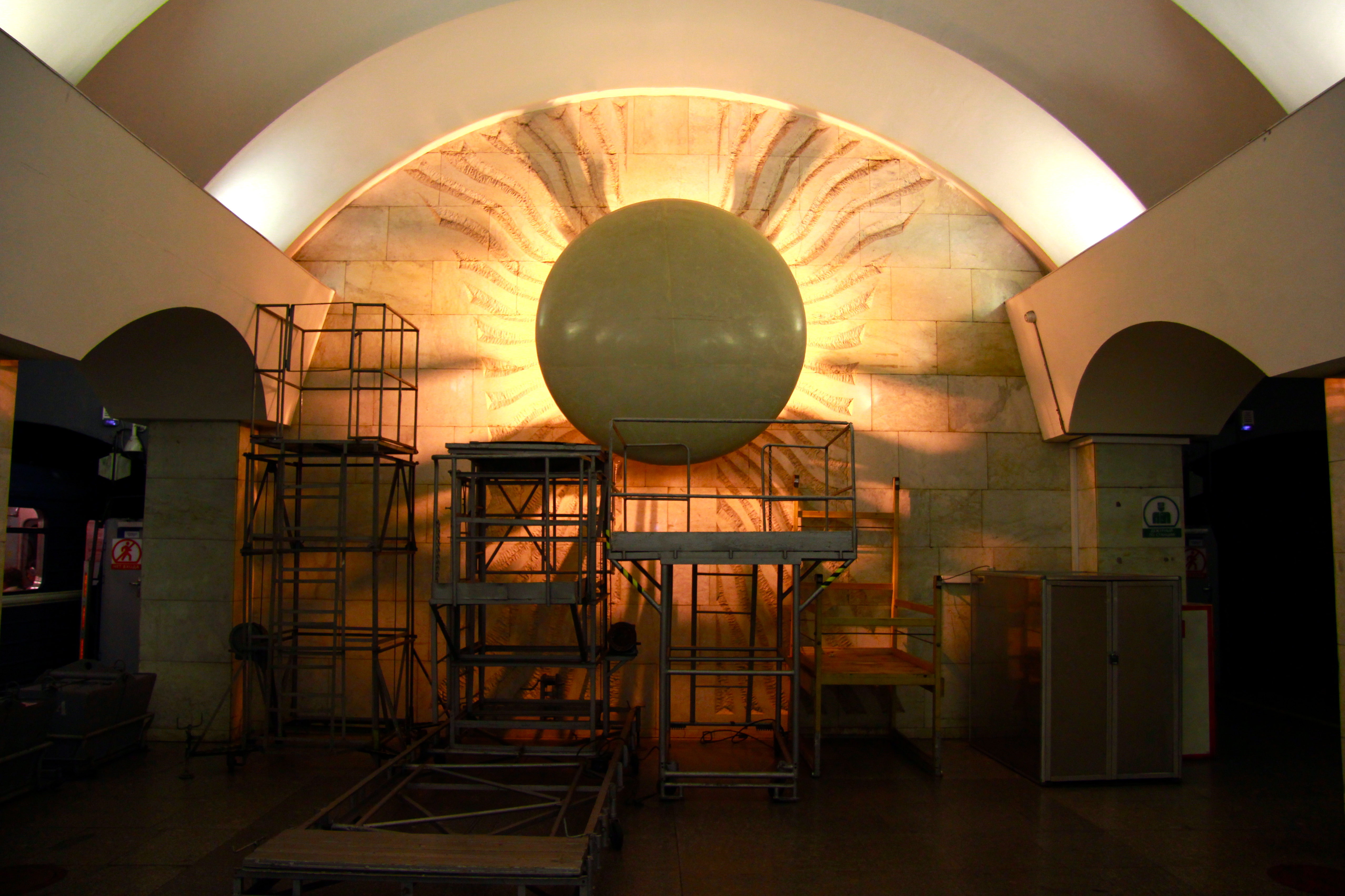
«Солнце» на торцевой стене подземного зала

Оформление станции согласуется с названием: путевые стены облицованы зелёной («под малахит») выпуклой керамической «плиткой-кабанчиком». После ряда косметических ремонтов последних десятилетий часть оригинальной керамической отделки была утрачена и заменена похожей плиткой, отличающейся оттенком и текстурой. При обновлении навигации в Петербургском метрополитене были демонтированы полосы плитки путевой стены, в которых была расположена полоса с названием станции. Двери на путевых стенах — металлические глухие, чёрные, со вставками белого металла.
Торцевая стена возле нижнего эскалаторного зала покрашена зелёной краской трёх разных оттенков. Наклонный ход, содержащий три эскалатора, расположен в южном торце станции. Эскалаторный наклон изначально освещали 52 «световых столбика» (по 26 на каждой балюстраде), но после капитального ремонта они были демонтированы, освещение наклонного хода было перенесено на свод.
За торцевой стеной станции размещён блок служебных помещений, в который можно попасть через два входа, находящихся в конце боковых платформ.

## Капитальный ремонт
С 28 января 2017 года станция была закрыта на капитальный ремонт.
В ходе ремонта была восстановлена гидроизоляция наклонного хода, смонтированы новые водоотводящие зонты из композитных материалов с антивандальным покрытием и демонтированы торшеры с балюстрад: освещение в виде офисных ламп перенесено на свод в два ряда. Также проведены капитальный ремонт эскалаторов, замена элементов отделки станции и вестибюля, модернизация турникетов и системы видеонаблюдения, установка пандусов и дополнительных входных групп для людей с ограниченными возможностями.
Во время ремонта станции наземный общественный транспорт работал с уменьшенными интервалами.
Станция открыта после ремонта 23 декабря 2017 года концертом из произведений П. И. Чайковского.

## Путевое развитие
Севернее станции был сооружён пошёрстный съезд. Он был разобран в декабре 1975 года, после продления линии до «Академической».
С 5 декабря 1995 года по 14 февраля 1996 года пути в оборотном тоннеле восстанавливались, так как станция являлась временно конечной, из-за прорыва плывуна на перегоне до станции «Площадь Мужества». Накануне восстановления сквозного движения по линии, с 5 по 10 июня 2004 года, пути в оборотном тоннеле были разобраны снова, также за ненадобностью.

## Перспективы
В 2028—2030 годах планируется открытие пересадки на ныне планируемую Кольцевую линию Петербургского метрополитена, на станцию «Лесная-2».

## Наземный общественный транспорт

#### Автобусы
| №   | Пересадки                                                                      | Конечный пункт 1                  | Конечный пункт 2           |
| --- | ------------------------------------------------------------------------------ | --------------------------------- | -------------------------- |
| 33  | -                                                                              | Чёрная речка                      | Пискарёвка                 |
| 60  | Гражданский проспект Академическая                                             | Придорожная аллея                 | Лесная                     |
| 137 | -                                                                              | Чёрная речка                      | Пискарёвка                 |
| 185 | Петроградская                                                                  | Чкаловская                        | Ладожская Ладожский вокзал |
| 237 | Пионерская Новая Деревня Черная речка                                          | Новоколомяжский проспект          | Пискарёвка                 |
| 249 | Пискарёвка Петроградская Спортивная Василеостровская                           | Ручьи                             | Приморская                 |
| 251 | Кушелевка Площадь Мужества                                                     | Выборгская                        | Придорожная аллея          |
| 267 | Выборгская Ланская Новая Деревня Пионерская                                    | Площадь Ленина Финляндский вокзал | ЖК «Новоорловский»         |
| 275 | Проспект Просвещения Политехническая Площадь Мужества Петроградская Спортивная | Улица Жени Егоровой               | Василеостровская           |

#### Троллейбусы
| №  | Пересадки                   | Конечный пункт 1  | Конечный пункт 2                |
| -- | --------------------------- | ----------------- | ------------------------------- |
| 18 | Пискаревка                  | Ручьи             | Большой Сампсониевский проспект |
| 31 | Академическая Петроградская | Северный проспект | Спортивная                      |

#### Трамваи
| №  | Пересадки                                  | Конечный пункт 1     | Конечный пункт 2                  |
| -- | ------------------------------------------ | -------------------- | --------------------------------- |
| 20 | Озерки Удельная Ланская Выборгская         | проспект Культуры    | Площадь Ленина Финляндский вокзал |
| 61 | Политехническая Площадь Мужества Кушелевка | Суздальский проспект | Выборгская                        |